# Malakeh
Malakeh (em persa: ملاكه, também romanizada como Malākeh; também conhecida como Malācheh, Mallācheh e Mulāchi) é uma aldeia do distrito rural de Bahmanshir-e Jonubi, no condado de Abadan, na província de Khuzistão, Irã.
Segundo o censo de 2006, sua população era de 585 habitantes, em 111 famílias.